# Todds miersluiper
De Todds miersluiper (Herpsilochmus stictocephalus) is een zangvogel uit de familie Thamnophilidae (miervogels). De Nederlandse naam verwijst naar de Amerikaanse ornitholoog Walter Edmond Clyde Todd die deze vogel in 1927 geldig heeft beschreven.

## Verspreiding en leefgebied
Deze soort komt voor in Venezuela, de Guyana's en noordoostelijk Brazilië.

## Status
De grootte van de populatie is niet gekwantificeerd maar de soort wordt omschreven als schaars. Op de Rode lijst van de IUCN heeft deze soort de status niet bedreigd.